# WISE 1217+1626
WISE 1217+1626 är en dubbelstjärna av bruna dvärgar belägen i den södra delen av stjärnbilden Berenikes hår. Den har en gemensam skenbar magnitud av ca 17,83 (J) och kräver ett kraftfullt teleskop med kamera för att kunna observeras. Baserat på uppmätt parallax på ca 107,4 mas beräknas den befinna sig på ett avstånd av ca 30,4 ljusår (ca 9,3 parsec) från solen. 

## Observation

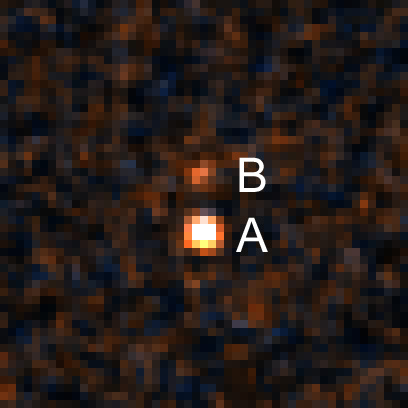
WISE 1217+1626 med T9 märkt som A och Y0 märkt som B.
Bildkälla: NASA/ESA Hubble ; Jenny Patience et al. (Bearbetning: Meli_thev)

### Upptäckt
WISE 1217+1626 A upptäcktes år 2011 av J. Davy Kirkpatrick et al. från data insamlade av Wide-field Infrared Survey Explorer (WISE), en omloppssatellit — NASA:s teleskop för infraröd våglängd med 40 cm öppning, vars uppdrag varade från december 2009 till februari 2011. År 2011 publicerade Kirkpatrick et al. en artikel i The Astrophysical Journal Supplement, där de presenterade upptäckten av 98 nya bruna dvärgsystem med komponenter av spektraltyperna M, L, T och Y, vilka även fanns med WISE.

### Initial uppskattning av spektraltyp
Den initiala uppskattningen av spektraltypen WISE 1217+1626 (före upptäckten av dess binaritet) var T9 (samma som komponentens A-typuppskattning gjord efter denna upptäckt).

### Upptäckten av komponent B
WISE 1217+1626 B upptäcktes år 2012 av Liu et al. med hjälp av laserguide star (LGS) adaptiv optik (AO) från 10-meters Keck II-teleskopet på Mauna Kea, Hawaii, med hjälp av infrarödkameran NIRC2 (observationerna gjordes den 29 januari 2012 (UT)). Den 1 april 2012 (UT) observerade Liu et al. WISE J1217+1626AB med hjälp av nära infraröd-kameran NIRI på Gemini-North 8,1-meters-teleskopet på Mauna Kea, och den binära stjärnan hade marginellt upplöst bild. Den 12 april 2012 (UT) erhöll de upplöst spektroskopi av WISE J1217+1626AB med nära infraröd-spektrografen NIRSPEC, återigen på Keck II-teleskopet. År 2012 publicerade Liu et al. en artikel i The Astrophysical Journal där de presenterade resultat av observationer med Keck II LGS-AO av tre binära bruna dvärgar, varav binariteten hos en var känd sedan tidigare, och binariteten hos de andra två, inklusive WISE 1217+1626, presenterades först i denna artikel.

## Fysikaliska egenskaper
Med hjälp av tre modeller beräknade Liu et al. de fysikaliska egenskaperna hos WISE 1217+1626-komponenterna för åldrarna 1 och 5 miljarder år. Senare visade sig modeller som motsvarar en ålder för systemet lika med 1 miljard år vara dåligt anpassade och förkastades.
Från Burrows et al. (2003) modeller och M(J):
| Komponent och antagen ålder | Massa, Jupitermassor | Teff, K | log g, cm/s2 | P, år       |
| --------------------------- | -------------------- | ------- | ------------ | ----------- |
| A (for 5 Gigaår)            | 29±3                 | 530±30  | 495±005      |             |
| B (for 5 Gigaår)            | 184±10               | 402±11  | 468±003      | 130+230 −30 |

Från Lyon/COND-modeller och M(J):
| Komponent och antagen ålder | Massa, Jupitermassor | Teff, K | log g, cm/s2 | P, år       |
| --------------------------- | -------------------- | ------- | ------------ | ----------- |
| A (for 5 Gigaår)            | 83±09                | 660±40  | 507±005      |             |
| B (for 5 Gigaår)            | 20±2                 | 470±30  | 477±005      | 120+220 −30 |

Från Lyon/COND-modeller och Lbol:
| Komponent och assumed age | Massa, Jupitermassor | Teff, K | log g, cm/s2 | P, år       |
| ------------------------- | -------------------- | ------- | ------------ | ----------- |
| A (for 5 Gigaår)          | 33±5                 | 630±70  | 504±009      |             |
| B (for 5 Gigaår)          | 13±3                 | 370±50  | 454±011      | 130+240 −30 |

Båda komponenterna har tunna molnlager i atmosfären. Trots att atmosfären är tillräckligt kall för att ha klorid- och sulfidmoln i atmosfären, är atmosfären för komponent B inte så grumlig som förväntat, möjligen på grund av att systemet är metallfattigt.